# 大果櫟中學
大果櫟中學（英語：Bur Oak Secondary School；英文簡稱：BOSS）是位於加拿大安大略省萬錦市的一所公立中學。該校建於2007年，屬於約克區教育局管轄。該校以學校建築旁邊的街道Bur Oak Avenue(大果櫟大街)命名。该学校的现任校长为Louis Lim。
截至2018年，該校共有學生大約1580人。该学校的吉祥物为“Biggie the Bulldog”，并以斗牛犬(英语: Bulldogs)作为学校的代表性动物,该学校的校色为蓝、金、白、黑。该学校校训为3Rs: Respect, Responsibility, Relationships。

## 外部連結
- 大果櫟中學網站